# Anna Eichholz
Anna Eichholz (26. Oktober 1868 in Diessenhofen – 7. April 1951 in Stuttgart-Sillenbuch) war eine Schweizer Theaterschauspielerin, die vorwiegend in Deutschland lebte und wirkte.

## Leben und Wirken

### Frühe Jahre
Die Schauspielerin wurde als Anna Schenk im schweizerischen Diessenhofen (Kanton Thurgau) geboren. Sie entstammte einer Züricher Theaterfamilie und führte den Künstlernamen „Anna Eichholz“. Ihr Vater war vermutlich Carl Eichholz (1854–1926), zuletzt Königlicher Schauspieler in Berlin. Sie wuchs mit zwei Geschwistern auf: Vera (1877–1970), die Sängerin wurde und Bruder Karl, später Bankbeamter. Schon früh debütierte Anna Eichholz in Kinderrollen am Stadttheater Zürich. Als Jugendliche begleitete sie die deutsche Schauspielerin Klara Ziegler auf Gastspielreise. 1884 folgte die ganze Familie dem Intendanten Otto Devrient nach Oldenburg, wo Carl Eichholz ein Engagement am dortigen Hoftheater erhielt.

### Bühnenlaufbahn
Eichholz begann ihre Karriere mit der Saison 1886/87 in Kiel am privat geführten Stadttheater. Es folgten ihre Lehr- und Wanderjahre im mittel- und norddeutschen Raum. Fast in jeder Saison nahm sie ein neues Engagement in einer anderen Stadt an. 1897 spielte sie in Jena, 1889/90 in Zwickau und kam dann für zwei Jahre nach Bremen. Sie beteiligte sich 1894 am Fiala-Ensemble und wirkte 1895/96 in Aachen, 1896/97 in Königsberg und 1897/98 in Krefeld. Während dieser Zeit vervollkommnete sie ihr Spiel und erweiterte ihr Repertoire.
In Köln, wo sie seit 1888/89 am Stadttheater wirkte, wurde sie Ensemblemitglied und nun auch für Hauptrollen besetzt. Sie bevorzugte die Darstellungen der großen Kurtisanen in den klassischen Stücken und der Salondamen im modernen Drama. Durch ihr schauspielerisches Können erwarb sie sich große Anerkennung bei Publikum und Kritik. „Sie vertrat das Fach der ersten Salondamen mit großem Glück, ... und hat es verstanden sich im modernen Stück zu einer vortrefflichen Darstellerin emporzuarbeiten“, so Ludwig Eisenberg in seinem Bühnenlexikon.
Die mittlerweile gefeierte Schauspielerin holte der Intendant Joachim Gans zu Putlitz 1904 nach Stuttgart ans königlich-württembergische Hoftheater. Hier wurde sie zur königlichen Hofschauspielerin ernannt. Als ihre einprägsamsten Rollen galten beispielsweise die Magda in Hermann Sudermanns „Heimat“, die Titelrolle in „Rose Bernd“ von Gerhart Hauptmann sowie die Iphigenie in Goethes gleichnamigem Werk und die Wassilissa in Maxim Gorkis „Nachtasyl“. Aber Eichholz überzeugte auch im komödiantischen Fach. Neben ihrer Tätigkeit am Hoftheater gab sie Gastspiele in verschiedenen württembergischen Städten.
Am 8. Juni 1914 trat sie mit der Darstellung der Adelheid in Gustav Freytags Lustspiel „Die Journalisten“ von der Bühne ab. Danach erfolgte die Pensionierung aus gesundheitlichen Gründen.

### Privates
Von 1910/1911 an hatte sie eine langjährige Beziehung mit dem Maler Reinhold Nägele, die auch nach dessen Verheiratung 1921 freundschaftlich fortbestand. Als etablierte Schauspielerin öffnete sie dem jungen Reinhold Nägele die Türen in gesellschaftliche und künstlerische Kreise. Nägele malte, zeichnete und radierte Anna Eichholz in den gemeinsamen Jahren häufig.
Anna Eichholz lebte mit ihrer Schwester Vera weiter in Stuttgart, zuletzt im Stadtbezirk Sillenbuch, wo sie nach über drei Jahrzehnten im Ruhestand nach kurzer Krankheit 1951 verstarb.